# 10001 Palermo
För andra betydelser, se Palermo (olika betydelser).

10001 Palermo

10001 Palermo (Provisorisk beteckning: 1969 TM1) är en asteroid i asteroidbältet, upptäckt 8 oktober 1969 av den ryska astronomen Lyudmila Tjernych vid Krims astrofysiska observatorium på Krim. Asteroiden har fått sitt namn efter Palermo, Sicilien där den första småplaneten, 1 Ceres, upptäcktes.
Den tillhör asteroidgruppen Vesta.